# Странн (Норвегия)
Странн (норв. Strand) — коммуна в губернии Ругаланн в Норвегии. Административный центр коммуны — город Йёрпеланн. Официальный язык коммуны — нейтральный. Население коммуны на 2016 год составляло 12 464 человек. Площадь коммуны Странн — 218,17 км², код-идентификатор — 1130.

## История населения коммуны
Население коммуны за последние 60 лет.

Статистика коммуны Странн